# Route B4 (Chypre)
Pour les articles homonymes, voir B4 et Route B4.
La route B4 est une route chypriote reliant Larnaca à Meneou (en),.

## Tracé
- Larnaca
- Meneou (en)